# Tricimba carinifacies
Tricimba carinifacies är en tvåvingeart som beskrevs av Malloch 1927. Tricimba carinifacies ingår i släktet Tricimba och familjen fritflugor. Inga underarter finns listade i Catalogue of Life.